# Perfectos desconocidos
Pour plus de détails, voir Fiche technique et Distribution.
Perfectos desconocidos est un film espagnol réalisé par Álex de la Iglesia, sorti en 2017.
Il s'agit d'un remake du film italien Perfetti sconosciuti, réalisé par Paolo Genovese et sorti en 2016

## Fiche technique
- Titre français : Perfectos desconocidos
- Réalisation : Álex de la Iglesia
- Scénario : Álex de la Iglesia et Jorge Guerricaechevarría
- Costumes : Paola Torres
- Photographie : Ángel Amorós
- Montage : Domingo González
- Musique : Víctor Reyes
- Pays d'origine : Espagne
- Format : Couleurs - 35 mm - 2,35:1 - Dolby Digital
- Genre : comédie
- Durée : 97 minutes
- Date de sortie :
  - Espagne : 1er décembre 2017

## Distribution
- Belén Rueda : Eva
- Eduard Fernández : Alfonso
- Ernesto Alterio : Antonio
- Juana Acosta : Ana
- Eduardo Noriega : Eduardo
- Dafne Fernández : Blanca
- Pepón Nieto : Pepe

## Récompense
- Fotogramas de Plata 2018 : meilleure actrice pour Juana Acosta